# Barrouallie
Barrouallie – miasto w Saint Vincent i Grenadynach; na wyspie Saint Vincent. Miasto jest stolicą parafii Saint Patrick.